# Борзенко, Георгий Фролович
Гео́ргий Фро́лович Борзе́нко (1927 — ?) — советский футболист, нападающий.

## Карьера
С 1947 по 1955 год Борзенко играл за харьковский «Локомотив». В сезоне-1947 команда получила право играть в высшей лиге. Однако, в связи с изменением системы розыгрыша «Локомотив» и ещё 15 команд были сняты с чемпионата. Клуб продолжил выступления во второй группе и в 1949 году вернулся в высшую лигу. За сезон Георгий забил 13 голов, стал лучшим бомбардиром команды и попал в список 33 лучших футболистов. В следующем году Борзенко смог забить лишь 2 мяча и «Локомотив» вылетел в класс «Б». В 1951 и 1952 годах «железнодорожники» играли там, Георгий отличился 15 раз. Причём, в 1951 с 13 голами он даже не стал лучшим голеадором команды, однако во второй раз попал в список 33 лучших, куда включаются игроки только из клубов высшего дивизиона. Затем два года команда играла в классе «А», а свой последний сезон провела в классе «Б». Всего в чемпионате СССР Борзенко провёл 98 матчей и забил 27 голов. После «Локомотива» Георгий по одному сезону провёл в «Авангарде» и «Химике».

## Достижения
- В списке 33 лучших футболистов сезона в СССР (2): № 3 (1949, 1951)